# 阿爾帕特河
阿爾帕特河（俄语：Арпат），是俄羅斯或烏克蘭的河流，位於克里米亞自治共和國，屬於烏斯庫特河的支流，發源自澤列諾吉里亞，河流全長10公里，流域面積28.1平方公里。